# Damir Bičanić
Damir Bičanić (Vukovar, 29 de julho de 1985) é um handebolista profissional croata, medalhista olímpico.